# 日美通商航海条约
日美通商航海条约是日本與美国之間簽署的条約，其中包括：
1. 1894年（明治27年）11月22日簽訂，1899年（明治32年）7月17日生效，通称「陸奥条約」。該條約廢除了美國的日本領事裁判權[1]
2. 1911年（明治44年）2月21日簽訂，同年4月4日生效，通称「小村条約」。日本通過該條約收回了關稅自主權（日语：関税自主権）。[1]中國抗日戰爭爆發後，美國抗議日本入侵中國，並要求廢除條約。[2]1940年1月26日，該條約正式失效。[1]
3. 1953年（昭和28年）4月2日簽訂，同年10月30日，通称日美友好通商航海条約。[1]

## 另見
- 日美关系
- 日美關係史（日语：日米関係史）
  - 神奈川條約
  - 美日修好通商條約
  - 美日安保條約
  - 美日安保條約
- 条約改正（日语：条約改正）
  - 關稅自主權（日语：関税自主権）
  - 日英通商航海条约